# Капалка, Джейсон
Джейсон Капалка — канадский разработчик игр и предприниматель из долины Комокс и Ванкувера, Британская Колумбия. Он наиболее известен как один из основателей, наряду с Джоном Вехи и Брайаном Фиетом, студии видеоигр PopCap Games, которая была основана в 2000 году и продана Electronic Arts в 2011 году; первоначально PopCap назывался “Sexy Action Cool”, но название было изменено, когда выяснилось, что оно вводит в заблуждение многих игроков. Капалка находится на 82-м месте в списке 100 лучших создателей игр всех времен по версии IGN.